# Napoleon Kamieński
Napoleon Ludwik Felicjan Kamieński (ur. 14 stycznia 1806 w Poznaniu, zm. 7 kwietnia 1873 tamże) – polski księgarz i wydawca.

## Życiorys
Był synem notariusza Nepomucena i Ludwiki z Jeżewskich. Kształcił się w gimnazjum Marii Magdaleny w Poznaniu, następnie studiował prawo na uniwersytecie w Berlinie. Nie zdążył podjąć pracy w zawodzie prawniczym - wziął udział w powstaniu listopadowym, walczył pod Dobrem, Mińskiem, Grochowem i na Litwie. Po przekroczeniu granicy pruskiej był więziony w twierdzy poznańskiej.
Około 1839 zaangażował się w działalność tajnego komitetu rewolucyjnego, związanego z Towarzystwem Demokratycznym. W tym samym czasie zajął się drukarstwem i wkrótce skoncentrował na pracy wydawniczej. Wydawał  (do 1848) "Dziennik Domowy", czasopismo kobiece dla czytelniczek sympatyzujących z wielkopolskimi "organicznikami". W 1841 wspólnie z Karolem Libeltem i Jędrzejem Moraczewskim założył spółkę wydawniczą; od 1853 pozostawał jedynym właścicielem.
Najbardziej znanymi publikacjami z firmy Kamieńskiego, obok "Dziennika Domowego", były inne pisma - wydawany w latach 1843–1846 rocznik "Rok pod względem oświaty, przemysłu i wypadków czasowych" oraz "Dziennik Polski". Kamieński redagował także "Gazetę Wielkiego Księstwa Poznańskiego" (1846-1865). Przy księgarni Kamieńskiego działała również wypożyczalnia książek. Firma stanowiła ważny ośrodek polskiego życia kulturalnego w Poznaniu, podlegała częstym szykanom pruskim; w 1848 żołnierze pruscy zniszczyli drukarnię.
Po śmierci Napoleona Kamieńskiego firmę przez pewien czas prowadził syn Tadeusz, później Stanisław Wegner. Napoleon Kamieński z małżeństwa ze Scholastyką Jachimowicz miał ponadto syna Jana oraz córki Ludwikę, Bolesławę (po mężu Ostrowska, matka dziennikarza i poety Janusza Ostrowskiego) i Józefę.